# Dálnice A2 (Chorvatsko)
Dálnice A2 v Chorvatsku spojuje hlavní město země Záhřeb s městem Macelj na hranici se Slovinskem. Dálnice začíná na západ od hlavního města Chorvatska Záhřebu, kde se odpojuje z městského okruhu (dálnice A3) a přes území Záhřebské a Krapinsko-zagorjské župy vede na sever. Prochází okolo měst Zaprešić, Zabok a Krapina. Celková délka dálnice po jejím dokončení na jaře roku 2007 je 60 km. Mezinárodní označení této komunikace je E 59.

## Výjezdy
- Exit 1 Trakošćan
- Exit 2 Đurmanec
- Exit 3 Krapina
- Exit 4 Sv. Križ - Začretje, Varaždín
- Exit 5 Zabok
- Exit 6 Zaprešić
- Exit 7 Jankomir (Zagreb-zapad), Ljubljana (SLO)